# Cortiglione
Cortiglione (Corgèli o Cortijon in piemontese) è un comune italiano di 526 abitanti della provincia di Asti in Piemonte.

## Geografia fisica
Cortiglione è situato nel sud della provincia di Asti, a circa 22 km dal capoluogo e circa 25 km da Alessandria. Viene attraversato dal torrente Tiglione. Il comune fa parte della Comunità collinare Vigne & Vini.

### Clima
Complice la notevole distanza dal mare, il paese ha un clima fortemente continentale, caratterizzato da inverni freddi, in contrasto con estati torride e secche. L'autunno è nebbioso e piovoso, e finisce verso l'inizio di dicembre, lasciando spazio all'inverno, con temperature rigide e, molto spesso, anche forti nevicate (gli inverni senza gelate sono rarissimi), che finisce verso metà marzo (ma le nevicate anche nella fine di tale mese non sono infrequenti), quando comincia una breve e piovosa primavera, nella prima parte all'insegna dell'escursione termica, con temperature notturne che toccano anche i -5 gradi, al fronte di temperature diurne che superano i 15 gradi, portando poi schiarite decise. L'estate comincia già a fine maggio, con temperature elevate (spesso superano anche i 30 gradi) e molto raramente compaiono temporali estivi. Il caldo termina già verso fine settembre, quando comincia l'autunno.

## Storia

### Origini
La sua prima denominazione Corticelle fu sostituita con quella attuale solo nel febbraio del 1863, dopo l'unità d'Italia.
Si è avanzata l'ipotesi che le sue origini non siano romane, bensì medievali; questa congettura è stata infatti esclusa dall'epigrafista tedesco Theodor Momsen.
L'etimo curtis, presente sia nell'antica denominazione sia in quella attuale, rimanda all'alto medioevo, infatti con tale termine si indicava un grande appezzamento di terreno di proprietà di un signore e affidato a contadini.

### Il medioevo
Nel X-XI secolo è sotto il controllo del Papa.
Nel XII secolo, con l'affermarsi del Comune e con l'indebolimento del potere vescovile, Corticelle è del potente marchese Bonifacio del Vasto dopo che Federico I Barbarossa lo cedette nel 1164.

### L'era moderna
Nel 1431 il condottiero Francesco Sforza, al comando delle milizie del duca di Milano Filippo Maria Visconti, dopo aver invaso il Monferrato, occupò molti luoghi della Valtiglione tra cui Corticelle, spingendosi poi nelle Langhe.
Dopo la pace di Lodi del 1454, Corticelle passò sotto il controllo delle famiglie dei conti Panizzoni di Alessandria, e dei conti Soavi (de Suavis), consignori di detto feudo.. 
Nel '700 subì l'egemonia dei Gonzaga sul Monferrato.

### Il periodo contemporaneo
In questo periodo Cortiglione è molto più popolato in estate, e registra ancora oggi presenze di non nativi cortiglionesi, ma di origine, ed anche di macedoni, greci ed altri componenti del territorio, benché sia completamente assente la popolazione arberesca.

### Simboli
(D.P.R. del 6 agosto 1988)

## Monumenti e luoghi d'interesse
- Riserva naturale speciale della Val Sarmassa al confine tra Cortiglione e Vinchio. Infatti, tecnicamente, la Riserva naturale della Val Sarmassa non cade sul territorio di Cortiglione, che ne funge appunto da confine. Si sviluppa nei territori di Vinchio, di Incisa Scapaccino e di Vaglio Serra;
- Rovine del castello medievale;
- Palazzo comunale dell'Ottocento;
- Santuario Madonna di Fátima, anticamente chiesa dei Battuti o della Trinità. In questo santuario ogni 13 maggio si commemora l'apparizione della Madonna a Fatima, con la celebrazione eucaristica e la processione per le vie del paese;
- Chiesa di San Siro (XV secolo) e campanile (XVIII secolo).
- Cappella di San Rocco.

### Vie e piazze principali
- Via Roma
- Via Incisa Scappaccino
- Via Vinchio
- Piazza Padre Pio
- Piazza Vittorio Emanuele II

## Società

### Evoluzione demografica
Abitanti censiti

Dopo il forte esodo che ha caratterizzato quasi tutto il 900 (esodo che ha praticamente dimezzato la popolazione) verso le grandi città industriali o verso il continente americano, dal 1991 in avanti si riscontra un piccolo ma graduale aumento demografico. Questo grazie anche agli stranieri che si sono stabiliti in questo paese. Al 31 gennaio 2009, il paese conta infatti 614 abitanti (rappresentate in 217 famiglie), 72 dei quali di nazionalità straniera. Essi vanno a rappresentare l'11,7% della popolazione. Sono ben 11 le nazioni rappresentate: Albania, Argentina, Belgio, Brasile, Cina, Germania, Macedonia, Marocco, Moldavia, Romania, Ucraina.

## Cultura

### Eventi
- Festa d'estate: tradizionale manifestazione che si svolge l'ultimo fine settimana di luglio. Cena e musica dal vivo, corsa delle botti (vaslot) in salita, raduno delle Fiat 500 e mostra fotografica d'epoca.
- La Bricula: associazione culturale che si occupa di raccogliere e diffondere le antiche tradizioni e trasmetterle ai giovani.
- Festa Patronale della Madonna del Rosario & Festa della Vendemmia e della Pigiatura: festa patronale che si svolge alla prima domenica di ottobre. La festa è l'occasione per rievocare la raccolta dell'uva e l'antica pigiatura con i piedi. I partecipanti iniziano in mattinata con la vendemmia presso le aziende vitivinicole locali e proseguono nel pomeriggio sulla piazza del paese con la pigiatura dell'uva nel tradizionale tino.

## Geografia antropica

### Borgate e frazioni
- Borgate: San Michele (San Michel), Passerino (Passaren), Belgarino (Bergaren), Plagà (Plagà), Bottazzo (Botòss), San Rocco/Pesa (San Ròch/Pèisa), Fracchia (Fròcia), Piazza (Piòssa), Cittadella (Sitadèla).
- Frazioni: Valmezzana (Vermasan-a), Serra (Sèra), Crocetta (Crosëtta), Sul Piano (Ans ël Pian), Coperte (Coverti), Prelle (Prèli), Serralunga (Sèra Lònga), San Sebastiano (San Sebastian), Crociera (Crosera), Colla (Còla), Brondoli (Bròndo), Ratti (Ròt), Fiorotti (Fioròt), Bricco (Brich), Rio Anitra (Rè 'd l'Ania), San Martino (San Marten), Madonnina (Madonèin-a), Pozzo (Poss).

## Economia

### Agricoltura e industria
L'agricoltura del paese è basata principalmente sulle coltivazioni vitivinicole. Infatti, nonostante una popolazione che supera di poco le 600 unità, si possono contare almeno otto aziende vitivinicole, tutte a conduzione familiare. Si contano inoltre quattro ristoranti. 
L'industria è abbastanza fiorente (sempre in relazione al numero di abitanti), in quanto sono presenti diverse aziende meccaniche e di lavorazione delle materie plastiche. Gli orti considerati cortiglionesi (anche fuori dal paese) sono innumerevoli, che coltivano piante classiche (aglio, pomodori, patate etc.).
Nei pressi del sito paleontologico, scoperto nel 2004 durante gli scavi per i lavori dell'autostrada Asti-Cuneo, si è affermata la coltivazione dello zafferano.

## Amministrazione
Di seguito è presentata una tabella relativa alle amministrazioni che si sono succedute in questo comune.
| Periodo        | Periodo        | Primo cittadino         | Partito                                                        | Carica  | Note  |
| -------------- | -------------- | ----------------------- | -------------------------------------------------------------- | ------- | ----- |
| 11 giugno 1985 | 28 maggio 1990 | Filippo Domenico Solive | Partito Comunista Italiano                                     | Sindaco | [ 7 ] |
| 28 maggio 1990 | 24 aprile 1995 | Andreino Drago          | Partito Democratico della Sinistra, Partito Comunista Italiano | Sindaco | [ 7 ] |
| 24 aprile 1995 | 14 giugno 1999 | Andreino Drago          | centro-sinistra                                                | Sindaco | [ 7 ] |
| 14 giugno 1999 | 14 giugno 2004 | Andreino Drago          | lista civica                                                   | Sindaco | [ 7 ] |
| 14 giugno 2004 | 8 giugno 2009  | Luigi Roseo             | lista civica                                                   | Sindaco | [ 7 ] |
| 8 giugno 2009  | 26 maggio 2014 | Andreino Drago          | lista civica Insieme per Cortiglione                           | Sindaco | [ 7 ] |
| 26 maggio 2014 | 27 maggio 2019 | Gilio Mario Brondolo    | lista civica Nuove idee in comune                              | Sindaco | [ 7 ] |
| 27 maggio 2019 | 10 giugno 2024 | Gilio Mario Brondolo    | lista civica Insieme per il futuro                             | Sindaco | [ 7 ] |
| 10 giugno 2024 | in carica      | Gilio Mario Brondolo    | lista civica Rinnovamento e continuità                         | Sindaco | [ 7 ] |